# Shit on You
Shit on You é um single do grupo de rap estadunidense D12. Lançado em 5 de Março de 2001, ele faz parte do álbum de estreia da banda, Devil's Night.

## Paradas musicais
| Paradas (2001)                                   | Melhor posição |
| ------------------------------------------------ | -------------- |
| Austrália (ARIA)                                 | 77             |
| Áustria (Ö3 Austria Top 75)                      | 45             |
| Bélgica (Ultratop 50 de Flandres)                | 17             |
| Canadá (Nielsen SoundScan)                       | 4              |
| Irlanda (IRMA)                                   | 12             |
| Países Baixos (Dutch Top 40)                     | 11             |
| Nova Zelândia (Recorded Music NZ)                | 32             |
| Suécia (Sverigetopplistan)                       | 25             |
| Suíça (Schweizer Hitparade)                      | 21             |
| Reino Unido (UK Singles Chart)                   | 10             |
| Estados Unidos (Billboard Hot R&B/Hip-Hop Songs) | 69             |
| Estados Unidos (Billboard Rap Songs)             | 2              |